# Aeroporto di Uberaba
L'aeroporto di Uberaba-Mário de Almeida Franco (in portoghese Aeroporto Mário de Almeida Franco) è un aeroporto brasiliano che serve la città di Uberaba, nel sud-ovest dello stato del Minas Gerais.

## Storia
L'aeroporto attuale fu inaugurato il 23 maggio 1935. Nel 1980 fu assegnato in gestione ad Infraero..
Il 18 agosto 2022 Aena si è aggiudicata la gestione trentennale dell'aeroporto.